# Битка при Сава
Битката при Сава се провежда през 388 г. между римския узурпатор Магн Максим и Източната римска империя при река Сава в Словения, близо до Сисак (в днешна Хърватия).
Император Теодосий I заедно с Рикомер, Арбогаст, Промот и Тимасий побеждава войската на Магн Максим, пленява го и го екзекутира в Аквилея.